# Gilbert Duclos-Lassalle
Gilbert Duclos-Lassalle (Lenveja, 25 d'agost de 1954) va ser un ciclista francès, que fou professional entre 1977 i 1995, durant els quals aconseguí 72 victòries.
Després de nombroses victòries com a ciclista amateur, el 1977 va fer el salt al professionalisme de la mà de l'equip Peugeot, al qual es va mantenir fidel durant tota la seva carrera, tot i els canvis de patrocinador.
Va destacar principalment en carreres d'un dia, destacant les dues victòries consecutives a la París-Roubaix, el 1992 i el 1993, el GP Ouest France-Plouay de 1981 i 1987 i la Bordeus-París de 1983.
En curses per etapes destaca la victòria a la París-Niça de 1980.
El seu fill Hervé també és ciclista professional.

## Palmarès
- 1975
  - 1r al Tour de Nova Caledònia
- 1976
  - Vencedor d'una etapa al Tour de l'Avenir
- 1980
  - 1r a la París-Niça
  - 1r al Tour del Tarn
  - 1r a l'Étoile des Espoirs i vencedor de 2 etapes
- 1981
  - 1r al GP Ouest France-Plouay
  - Vencedor de 2 etapes al Tour del Llemosí
- 1982
  - 1r al Tour de l'Oise
  - Vencedor d'una etapa al Critèrium Internacional
- 1983
  - 1r a la Bordeus-París
  - 1r al Tour del Migdia-Pirineus i vencedor d'una etapa
  - 1r al Gran Premi de Fourmies
  - Vencedor d'una etapa als Quatre dies de Dunkerque
  - Vencedor d'una etapa al Tour del Llemosí
- 1984
  - 1r a l'Étoile des Espoirs i vencedor de 2 etapes
- 1985
  - 1r al Gran Premi de la vila de Rennes
- 1986
  - 1r al Tour de l'Oise
  - 1r a la Volta a Suècia i vencedor d'una etapa
  - 1r al Gran Premi de Plumelec
- 1987
  - 1r al GP Ouest France-Plouay
  - 1r al Circuit de l'Aulne
- 1989
  - 1r a la Ruta del Sud
  - 1r als Sis dies de Grenoble (amb Danny Clark)
- 1990
  - 1r als Sis dies de Bordeus (amb Etienne De Wilde)
- 1991
  - 1r a la Midi Libre i vencedor d'una etapa
  - 1r als Sis dies de Bordeus (amb Laurent Biondi)
- 1992
  - 1r a la París-Roubaix
  - 1r als Sis dies de Grenoble (amb Pierangelo Bincoletto)
- 1993
  - 1r a la París-Roubaix
  - Vencedor d'una etapa del Dauphiné Libéré
  - 1r als Sis dies de Grenoble (amb Pierangelo Bincoletto)
- 1994
  - Vencedor d'una etapa de la Volta a Euskadi

### Resultats al Tour de França
- 1979. 46è de la classificació general
- 1980. Abandona (18a etapa)
- 1981. 28è de la classificació general
- 1982. 60è de la classificació general
- 1983. 59è de la classificació general
- 1985. 61è de la classificació general
- 1986. Abandona (12a etapa)
- 1987. 80è de la classificació general.  1r de la Classificació dels esprints intermedis
- 1988. 36è de la classificació general
- 1990. 65è de la classificació general
- 1991. 60è de la classificació general
- 1992. Abandona (14a etapa)
- 1993. Abandona (11a etapa)

### Resultats a la Volta a Espanya
- 1985. 49è de la classificació general

### Resultats al Giro d'Itàlia
- 1990. 24è de la classificació general
- 1991. 36è de la classificació general